# Dschamāʿat Nusrat al-Islām wa-l-Muslimīn
Dschamāʿat Nusrat al-Islām wa-l-Muslimīn arabisch جماعة نصرة الإسلام والمسلمين, DMG Dschamāʿat Nuṣrat al-Islām wa-l-Muslimīn ‚Gruppe für die Unterstützung des Islams und der Muslime‘, englisch meist transkribiert als Jama'at Nasr al-Islam wal Muslimin (JNIM) bzw. Dschamaat Nusrat al-Islam wal-Muslimin, ist eine im März 2017 durch den Zusammenschluss mehrerer terroristischer Gruppen entstandene dschihadistische Extremistengruppe, die im Maghreb und Westafrika operiert.
Sie steht der Terrororganisation al-Qaida nahe und ist ein Zusammenschluss von Ansar Dine, Macina Liberation Front, Al-Mourabitoun und dem im Sahel aktiven Ableger von al-Qaida im islamischen Maghreb. Auch wird sie bereits für verschiedene tödliche Angriffe, unter anderem auf UN-Friedenstruppen, insbesondere in Mali, verantwortlich gemacht. Am 26. April 2021 töteten mutmaßliche Kämpfer der JNIM in einem Angriff in Burkina Faso den bekannten spanischen Journalisten und Kriegsreporter David Beriáin, seinen Kameramann Roberto Fraile sowie den irischen Wildtierschützer Rory Young, welche über Wilderei in einem Nationalpark berichten wollten und dabei von einer Militärpatrouille begleitet worden waren. Laut Angaben der nigrischen Behörden war JNIM für die mehrjährige Gefangennahme des französischen Journalisten Olivier Dubois und des US-amerikanischen Entwicklungshelfers Jeffery Woodke verantwortlich, die im März 2023 freikamen. Zuvor waren im Oktober 2020 bei einem Gefangenenaustausch zwischen JNIM und der malischen Regierung mehrere entführte Personen freigelassen worden.
Aufgrund der zunehmenden Kämpfe haben sich die G-5-Sahelstaaten, namentlich Mali, Niger, Tschad, Burkina Faso und Mauretanien, innerhalb der „Gemeinsamen Truppe der G5 Sahel“ (G5 Sahel) zusammengeschlossen, um Extremisten wie die JNIM wirksam zu bekämpfen. Die Europäische Union (EU) hat Anfang Juli 2017 Finanzhilfen im Umfang von 50 Millionen Euro für den Aufbau der neuen G5-Truppe bewilligt, wodurch auch die Stabilität in der Region verbessert und die Flüchtlingszahlen reduziert werden sollen.
In der vom UN-Sicherheitsrat am 5. September 2017 verabschiedeten Resolution 2374 (2017) zur Situation in Mali verurteilte dieser neben den Aktivitäten anderer terroristischer Organisationen auch die von JNIM. Mitglieder von ihr sind demnach von internationalen Sanktionen bedroht.
Hauptquartier von JNIM/GSIM war zwischenzeitlich Tinzaouaten.
Am 24. August 2024 töteten Islamisten der JNIM mehr als 200 Zivilisten und Sicherheitskräfte in Barsalogho, mehr als Hundert wurden verletzt. Die Opfer waren hauptsächlich junge Freiwillige, die in großer Zahl den Soldaten geholfen hatten, Gräben um ihre Außenposten vor dem Ort auszuheben, um sich vor terroristischen Angriffen zu schützen.